# Sally Lennhoff

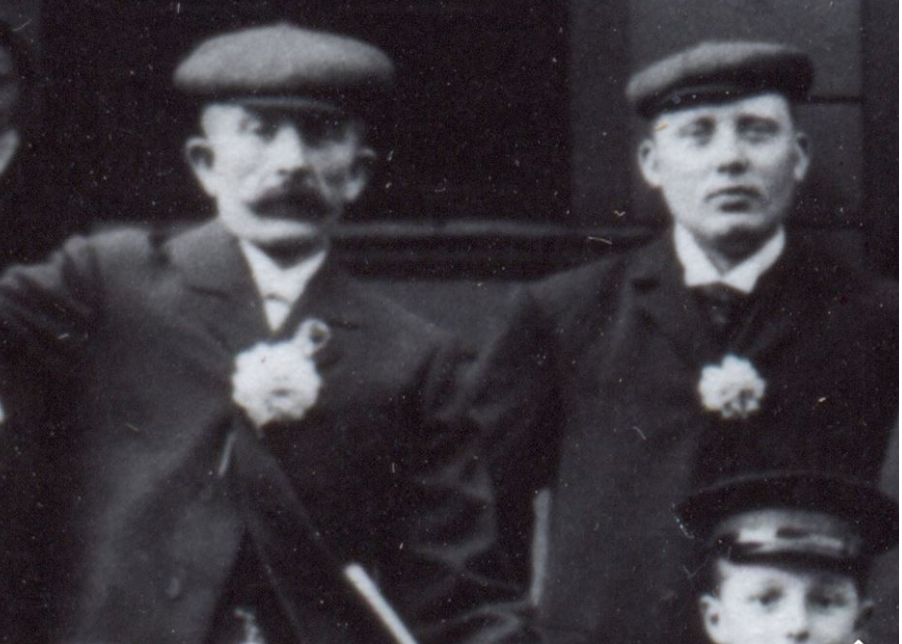
Foto Sally Lennhoff (links) – Bildquelle: Archiv

Sally (Simon) Lennhoff (geboren am 4. Dezember 1871 in Plettenberg; gestorben am 26. November 1943 im Ghetto Theresienstadt) war ein jüdischer Kaufmann und Schneidermeister aus Soltau, dessen Leben und Schicksal stellvertretend für die tragische Geschichte der Juden in der Lüneburger Heide während des Nationalsozialismus steht. Als Geschäftsinhaber und Teil der jüdischen Gemeinschaft in der Lüneburger Heide repräsentiert seine Geschichte die Erfahrungen vieler Juden in dieser Region unter dem NS-Regime. Lennhoffs Leben spiegelt die sozialen und kulturellen Beiträge, aber auch das Leid der jüdischen Gemeinde wider, deren Existenz durch Verfolgung und Deportation abrupt beendet wurde. Sein Schicksal verdeutlicht somit ein wichtiges Kapitel der regionalen und nationalen Geschichte.

## Leben
Sally Lennhoff war ein renommierter Schneidermeister und Textilkaufmann und gründete im Jahr 1899 ein erfolgreiches Manufakturwaren- und Textilgeschäft in der Marktstraße 8 in Soltau. Sally Lennhoff heiratete Ida Rosenbach (* 28. März 1875 in Langwedel). Das Paar hatte zwei Töchter, Paula (* 30. September 1900) und Selma (* 12. September 1901), die beide im Familienunternehmen mitarbeiteten.
Lennhoff war in der Gemeinde aktiv, unter anderem als Mitglied des Schützenvereins und des Radfahrervereins. Er war für seine Hilfsbereitschaft und Großzügigkeit bekannt und spendete jährlich Konfirmationskleidung an bedürftige Kinder.

## Zeit des Nationalsozialismus
Während des Nationalsozialismus erlitt Sally Lennhoff, wie viele Juden in Deutschland, schwerwiegende Verfolgungen. In Soltau, wo er ein angesehenes Textilgeschäft führte, war er direkt von den Novemberpogromen 1938 betroffen. Sein Geschäft wurde, wie viele jüdische Einrichtungen im ganzen Land, Ziel der Zerstörung durch die Nationalsozialisten während der Reichspogromnacht am 10. November 1938. SA-Angehörige und aufgehetzte Schüler der Freudenthal-Schule plünderten und zerstörten das Geschäft der Familie Lennhoff in Soltau. Die Stinkbombe, die Schüler durch die Fensterscheibe des Ladens warfen, war vorher im Chemieunterricht gebaut worden. Sally Lennhoff wurde später in „Schutzhaft“ genommen und für vier Wochen ins Konzentrationslager Sachsenhausen gebracht.

## Flucht und Deportation
Nach seiner Freilassung verkaufte er sein Haus weit unter Wert und zog mit seiner Frau Henny (Ida) nach Bremen. Seine Tochter Selma emigrierte 1938 nach England und später in die USA. Paula und ihrem Ehemann gelang ebenfalls die Flucht in die USA. Sally und Ida Lennhoff wurden am 23. Juli 1942 in das Ghetto Theresienstadt deportiert, wo Sally am 26. November 1943 starb. Ida überlebte und wanderte nach dem Krieg in die USA aus.

## Gedenken und Mahnmal

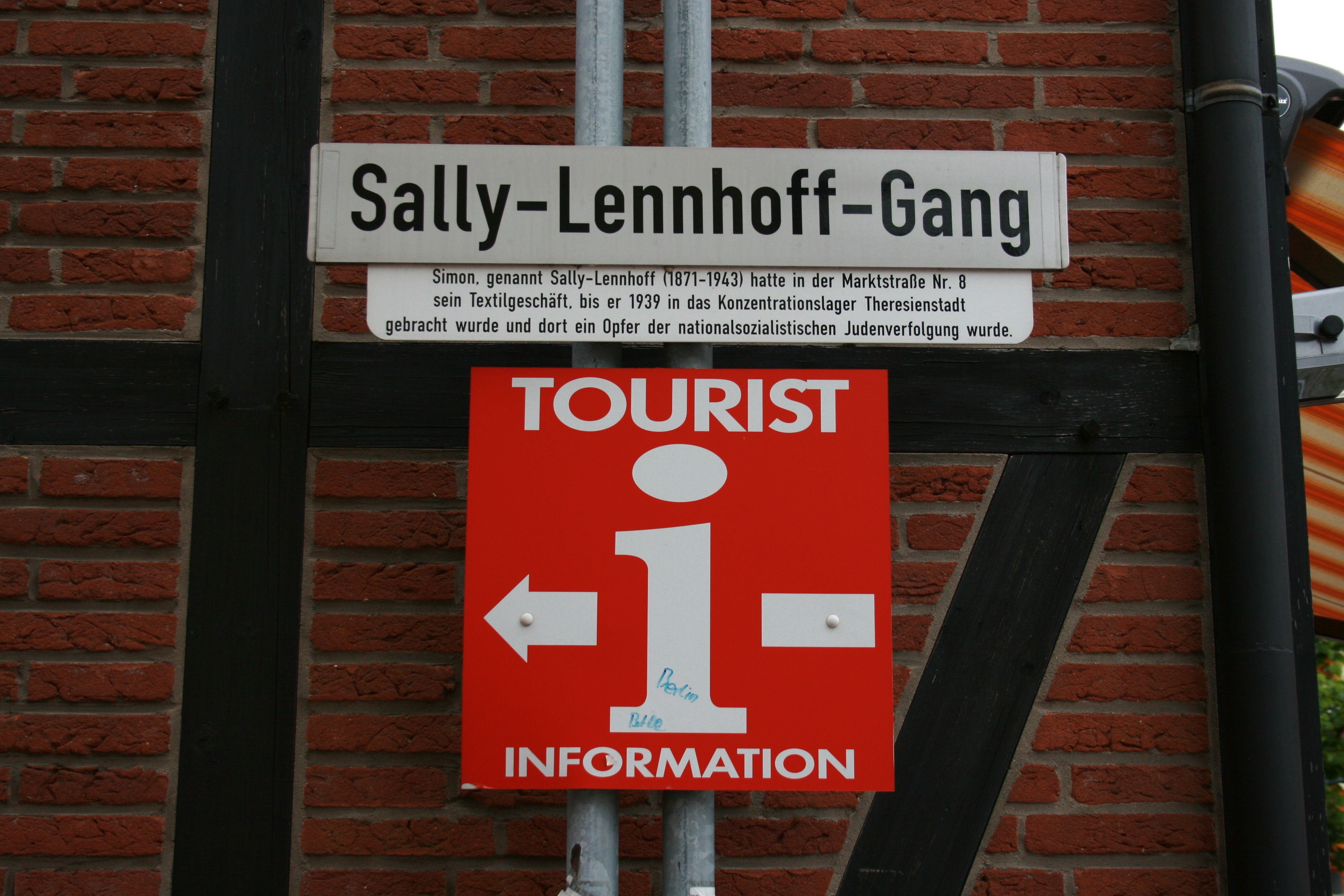
Sally-Lennhoff-Gang in Soltau

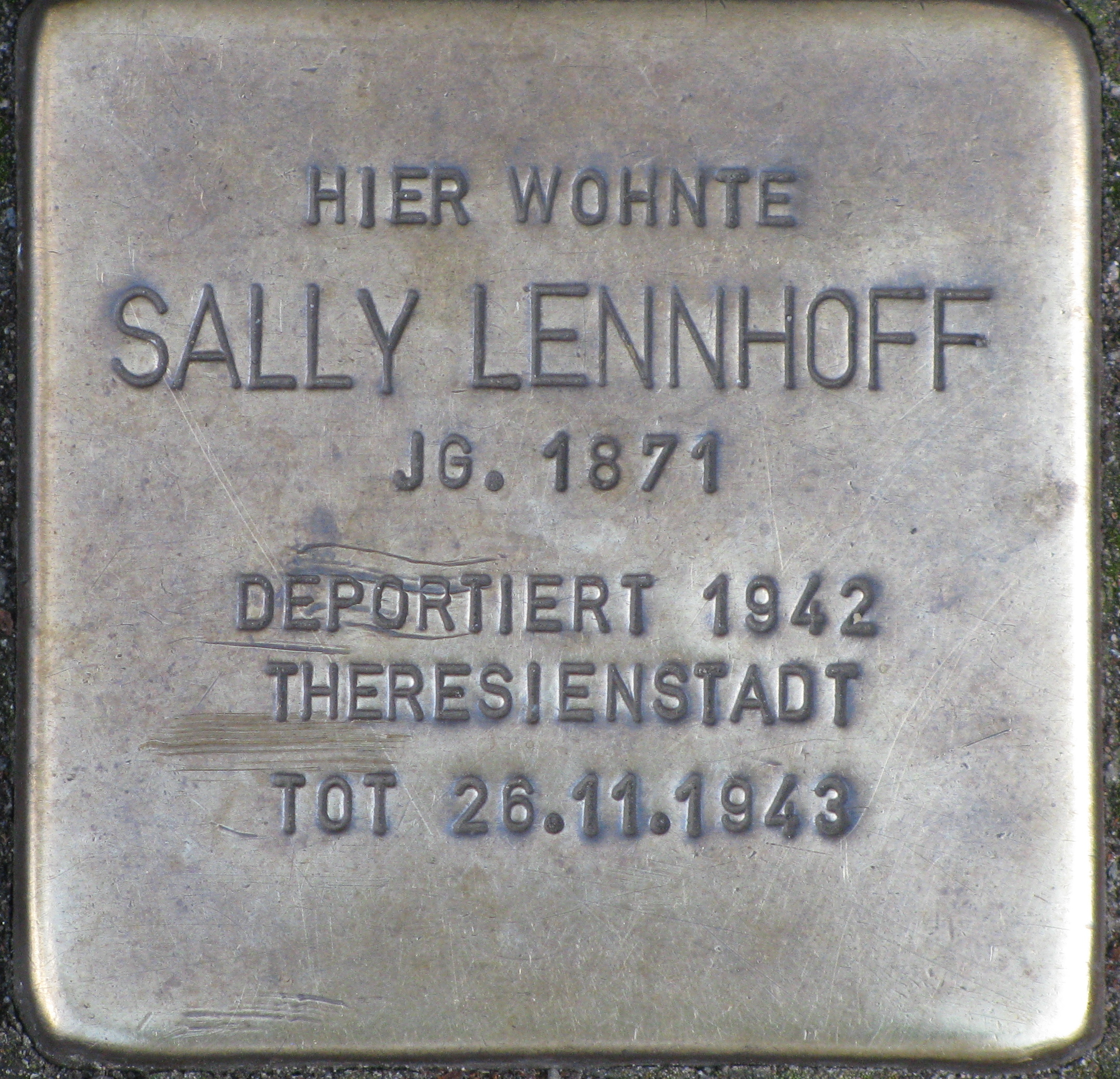
Stolperstein Sally Lennhoff, Ostertorsteinweg 77, Mitte, Bremen

In der Lüneburger Heide, insbesondere in Städten wie Verden und Walsrode, wird das Gedenken an die während des Nationalsozialismus deportierten Juden durch Stolpersteine geehrt. In Soltau hingegen fehlt bisher ein solcher Gedenkstein für die Familie Lennhoff. Die Stadt erinnert mit der Benennung des Sally-Lennhoff-Gangs an Sally Lennhoff. Als Reaktion auf das Ausbleiben eines Stolpersteins platzierte das Bündnis gegen Rechts symbolisch einen solchen Stein, laut einem Artikel im Heide Kurier vom 9. November 2020. Zudem wurde in einem Beitrag von Pastor Gottfried Berndt an die Reichspogromnacht erinnert. Eine Aktennotiz vom 14. Oktober 1949 zeigt das offizielle Ende der Wiedergutmachungsbemühungen, doch Berndt betont, dass die Ereignisse und ihre Lehren nicht einfach beiseitegelegt werden dürften, ein Gedanke, der auch vom ehemaligen Bundespräsidenten Roman Herzog unterstrichen wurde.
In der Stadt Bremen wurde Lennhoff zum Gedenken im Ostertorsteinweg 77 ein Stolperstein errichtet. Sally und Ida Lennhoff zogen im Verlauf ihrer Flucht am 23. Januar 1939 an diese Adresse, die als Zwischenetappe für die Ausreise in die USA dienen sollte.
Auch das Bundesarchiv führt Sally Simon Lennhoff in seinem Gedenkbuch.